# Antonio Rodilla
Antonio Rodilla Rodríguez (Guijuelo, Salamanca, 1909 - Madrid, 1983) fue un empresario español, fundador de Rodilla, una empresa de comida rápida especializada en sándwiches. 

## Biografía
Nacido en el pueblo salmantino de Guijuelo. A los veinte años se trasladó a Tetuán, en el protectorado español de Marruecos. Allí inició un negocio de coloniales, a través del que distribuía los productos porcinos que producía su familia en Salamanca. Concluida la Guerra Civil, se trasladó a Madrid, con veintisiete años. En la capital de España invirtió en varios negocios, con el dinero que había ganado en África.
El 24 de diciembre de 1939 se inauguró un primer establecimiento, que aún perdura, en una de las esquinas de la madrileña plaza del Callao, en plena Gran Vía para vender embutidos al corte. El local, que disponía de sesenta metros cuadrados de superficie, y un sótano que se utilizaba como obrador, se encargaba de servicios de repostería y charcutería. En los años cuarenta la sociedad madrileña se encontraba inmersa en las consecuencias de un periodo de postguerra y continuaba el racionamiento, lo que dificultaba la distribución de sus mercancías, fudamentalmente embutidos procedentes de Salamanca.
Antonio Rodilla observaba que las partidas de embutido se comercializaban hasta que llegaban a sus extremos. Nadie quería la parte trasera de las barras de jamón y de queso. Con el fin de darles salida, se inventó un nuevo producto: el sándwich, formado por el pan inglés (pan de molde) y las sobras del fiambre. Años después, el sándwich representó un éxito comercial, después de años en los que el negocio sufrió una sería recesión a causa del período de autarquía de postguerra.
Tiempo después abrió un segundo establecimiento: la cafetería La Favorita, en la calle de la Montera, que clausuró a finales de los años cincuenta. En ese momento inauguró la cafetería La Española, que fue la primera cafetería de Madrid tal y como se conocen en nuestra época; y una fábrica de helados en Postigo de San Martín, que se trasladó posteriormente a la plaza de Legazpi, al quedarse pequeño el local. Por aquel entonces, el sándwich de ensaladilla se hizo famoso en Madrid y supuso un revulsivo para dicho establecimiento. La primera tienda, situada en la plaza Callao, se convirtió, con el paso del tiempo en la cadena de alimentación denominada Rodilla extendida por toda la ciudad en la década de los setenta.
Antonio se casó con Ana Sánchez Montealegre. El matrimonio tuvo tres hijos: Antonio, Bernardo y Ana.
A comienzos de la década de los setenta, Antonio decidió de común acuerdo junto con sus hijos abrir más establecimientos. En 1972, Antonio Rodilla hijo abrió un segundo establecimiento, en la calle de la Princesa. Diez años después, Bernardo abrió otro establecimiento en la calle Orense. Al año siguiente, Antonio falleció en Madrid.